# 壤驷赤

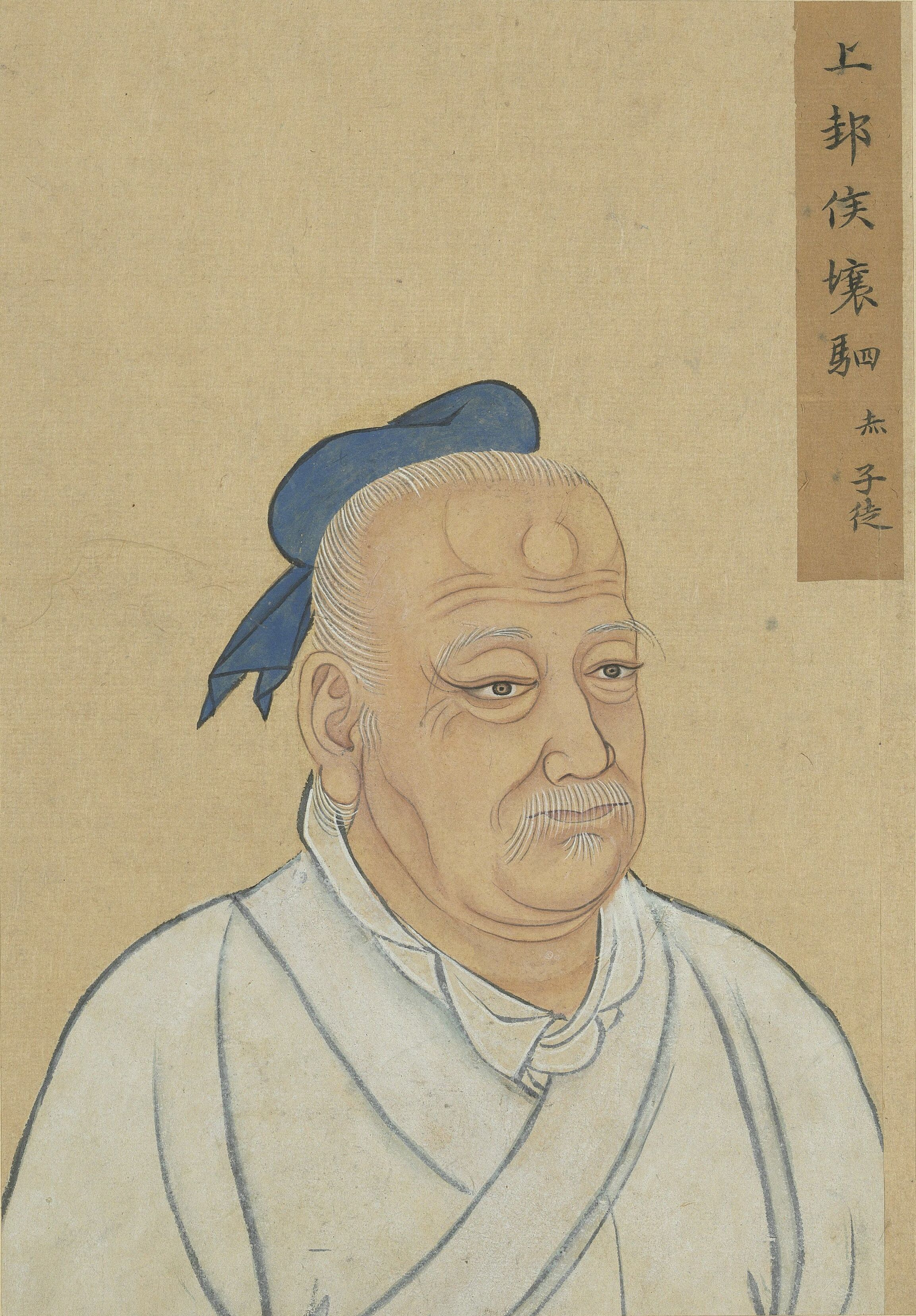
壤駟赤

壤驷赤（？—？），字子徒，《孔子家语》作穰驷赤，字子从。春秋时期秦國人。孔子弟子。

## 生平
壤驷赤从秦国来到鲁国，向孔子学习礼制，为孔子入室弟子，与石作蜀、秦祖号称陇上儒学贤。 

## 歷代追封
- 漢明帝永平十五年（72年）從祀孔廟。
- 唐玄宗開元二十七年（739年）封北徵伯。
- 宋真宗大中祥符二年（1009年）封上邽侯。
- 明世宗嘉靖九年（1530年）封先賢壤子，清朝改封先賢壤驷子。